# Kurun
Kurun (« Tonnerre » en breton) est un cotre de plaisance de type norvégien, dessiné par l'architecte naval Henri Dervin pour le navigateur français Jacques-Yves Le Toumelin, qui effectuera à son bord un tour du monde de 1949 à 1952, puis une croisière aux Antilles en 1954-1955. Kurun fait l'objet d'un classement au titre des monuments historiques depuis le 30 octobre 1993.

## Histoire
Il a été construit au chantier Leroux du Croisic entre 1946 et 1948. C'est un cotre à déplacement lourd, du style des plans Colin Archer à arrière norvégien, sans moteur auxiliaire.
Au retour de ses périples, Le Toumelin mit son bateau au sec sous hangar et ne s'en servit plus. L'ayant délaissé depuis 1960, il cèda son bateau en 1986 à une association du Croisic. Après une restauration, Kurun est remis à l'eau en 1991, toujours sans moteur. Il participe à Brest 1996.
Il est classé monument historique en 1993 et cédé à la ville du Croisic pour le franc symbolique (alors qu'il est dans un très mauvais état de conservation, abandonné sous un hangar), sous réserve qu'il ne navigue plus jamais. Cette clause orale ne fut pas respectée par la ville, obligeant le navigateur à porter plainte , en vain car le contrat ne la mentionnait pas. Motorisé en 2004, il participe à de nombreux rassemblements maritimes comme les fêtes maritimes de Brest : Brest 2004, Brest 2008, Les Tonnerres de Brest 2012 et autres, plus modestes.
Géré par l'Association des Amis du Kurun, il effectue maintenant des promenades au départ du Croisic pour les membres de l'association.
Il est parfois amarré, comme yacht agréé, à quai du Musée maritime de La Rochelle.